# Popestar
Popestar é o segundo EP da banda sueca de rock Ghost. Ele foi lançado em 16 de setembro de 2016 pela gravadora Loma Vista Recordings e possui 5 músicas, destas 5 apenas uma é de autoria da banda Ghost, já que as outras quatro são covers de músicas famosas. A banda saiu em turnê para divulgar o EP.
O lançamento do EP foi precedido pela estreia da música "Square Hammer", que foi tocada na rádio Sirius XM no dia 12 de setembro.

## Recepção
| Críticas profissionais | Críticas profissionais |
| Avaliações da crítica  | Avaliações da crítica  |
| Fonte                  | Avaliação              |
| ---------------------- | ---------------------- |
| AllMusic               | [ 4 ]                  |
| Peek-a-Boo             | 80/100                 |
| Whiplash.net           | [ 6 ]                  |

O EP ficou em primeiro lugar na Billboard Rock Albums, se tornando assim, o primeiro EP a atingir esta posição. O EP vendeu 21 mil cópias somente em sua primeira semana.

## Faixas
| N.º            | Título                                        | Compositor(es)                                               | Duração |  |
| 1.             | "Square Hammer"                               | A Ghoul Writer                                               | 3:58    |  |
| 2.             | "Nocturnal Me" (cover de Echo & The Bunnymen) | Pete de Freitas, Les Pattinson, Will Sergeant, Ian McCulloch | 5:11    |  |
| 3.             | "I Believe" (cover de Simian Mobile Disco)    | Jas Shaw, Simon Lord, James Ford                             | 4:05    |  |
| 4.             | "Missionary Man" (cover de Eurythmics)        | Annie Lennox, David Stewart                                  | 3:42    |  |
| 5.             | "Bible" (cover de Imperiet)                   | Christian Falk, Fred Asp, Joakim Thåström, Per Hägglund      | 6:34    |  |
| Duração total: | Duração total:                                | Duração total:                                               | 23:37   |  |

## Créditos
| - Papa Emeritus III - Vocal - Um grupo de Nameless Ghouls | - Sofia Kempe – vocal de apoio nas faixas "Missionary Man" e "Bible" - Brian Reed – gaita na faixa "Missionary Man" | - Tom Dalgety – produção, engenheiro, mixagem - Niels Nielsen – Engenharia adicional, programação - Markus Crona – Assistente - Joe LaPorta – masterização - Necropolitus Cracoviensis Zbigniew Bielak II - arte de capa |